# ویکی‌پدیای سینهالی
ویکی‌پدیای سینهالی نسخه زبان سینهالی وب‌گاه ویکی‌پدیا است.
زبان سینهالی تا ۴ ژوئن ۲۰۱۲ با بیش از ۶٬۶۹۰ مقاله در رده صدوسی‌ویک ویکی‌پدیاها قرار گرفته‌است.